# The Congos
The Congos é uma banda vocal de reggae da Jamaica formada em meados dos anos 1970 e, após um período de separação, está ativa até os dias atuais. A banda é mais conhecida pelo seu álbum Heart of the Congos, gravado com Lee "Scratch" Perry. Atualmente formada por Cedric Myton, Roy Ashanti Johnson, Watty Burnett e Kenroy "Tallash" Fyffe

## História
The Congos foi formado como um duo por "Ashanti" Roy Johnson (tenor) (n. Roydel Johnson, 1947, Hanover, Jamaica) e Cedric Myton (falsete) (n. 1947, Saint Catherine, na Jamaica), e mais tarde tornou-se um trio com a adição de Watty Burnett (barítono) (n. no início da década de 1950, Port Antonio, Jamaica). Myton tinha sido anteriormente um membro do The Tartans no final da década de 1960 (juntamente com Prince Lincoln Thompson, Devon Russell e Lindburgh Lewis) e do grupo de Ras Michael, e havia gravado com o Royal Rasses de Thompson em meados da década de 1970. Ele formou o Congos, inicialmente como um duo com Johnson, na gravação do single "At the Feast" de Lee "Scratch" Perry. Perry transformou o grupo em um trio com a adição de Burnett, e essa formação gravou o clássico álbum de reggae de raízes Heart of the Congos, no estúdio Black Ark de Perry em 1977. O álbum contou com backing vocals ilustres como Gregory Isaacs, The Meditations, e Barry Llewellyn e Morgan Conde do The Heptones. O álbum foi descrito como "o álbum mais consistentemente brilhante de toda a carreira de Scratch".
As produções anteriores de Perry por Max Romeo e Junior Murvin tinham tido grande sucesso comercial devido a um contrato com a Island Records, mas Perry estava em disputa com a Island no momento em que o álbum do Congos ficou pronto, assim ele foi lançado pelo próprio selo de Perry, o Black Ark, algo que limitou o seu sucesso do álbum internacionalmente, causando um racha com o grupo. O The Congos seguiu seu próprio caminho, e eles mesmos organizaram uma edição limitada do álbum. O selo do Reino Unido Go Feet finalmente relançou o álbum em 1980, e embora o grupo já tivesse gravado um novo material desde que deixou Perry, Heart of the Congos demonstrou ser de um patamar difícil de ser igualado e os seus outros lançamentos sofreram com isso. Álbuns como o Congo Ashanti foram mais dispersos e soavam comuns em comparação com a sólida produção de Perry.
Burnett deixou o grupo, logo seguido por Johnson, que embarcou em uma carreira solo. Myton continuou a gravar como The Congos com vários outros músicos, até meados da década de 1980.
Em meados da década de 1990, o The Congos reuniu-se com Myton e Burnett que juntaram-se a Lindburgh Lewis, e vários álbuns foram gravados nos anos seguintes. Em 2005 Myton gravou Give Them the Rights com uma série de cantores e músicos de estúdio renomados tais como Sly and Robbie e Earl "Chinna" Smith, um álbum com as mesmas raízes espirituais da década de 1970. Em 2006, o selo Blood and Fire do Reino Unido dedicado ao reggae lançou o álbum Fisherman Style com uma versão remixada da clássica faixa "Fisherman" do Heart of the Congos e com lendas como Horace Andy, Big Youth, Dillinger, Prince Jazzbo, Luciano, Freddie McGregor, Gregory Isaacs, Max Romeo, Mykal Rose, Dean Fraser, Sugar Minott e U-Roy fazendo suas próprias versões mais novas do original.
Em 2008, o The Congos apareceu no filme independente "Do Wah Dem", escrito e dirigido por Sam Fleischner e Chace Ben. "Do Wah Dem" mostra o The Congos tocando "Fisherman" e "Congoman Chant" sob a lua cheia na Praia de Hellshire próxima de Portmore. "Do Wah Dem" ganhou o Prêmio do Júri para Melhor Produção Narrativa em 2009 no Los Angeles Film Festival e teve lançamento para os cinemas em junho de 2010 e o lançamento em DVD em setembro de 2010.
Em 2009, Myton, Burnett e Johnson se reuniram com Perry para gravar o álbum Back in a Black Ark, que, apesar do título, foi gravado no estúdio de Myton em Portmore e no Mixing Lab, em Kingston.
Em 2010, a banda participou da gravação da faixa intitulada "Let Jah Arise" da banda de reggae brasileira Monte Zion, além de criar duas composições em conjunto com a banda. Também em 2010, o Congos participou do novo disco do Ponto de Equilíbrio, Dia Após Dia Lutando, na faixa "Novo Dia".

## Discografia
- Heart of the Congos (1977) Black Ark
- Congo Ashanti (1979)  Congo Ashanty/CBS
- Image of Africa (1979) Congo Ashanty/Epic/CBS
- Face The Music (1981) Go Feet
- Best Of Congos vol. 1 (1983) Tafari
- Natty Dread Rise Again (1997) RAS
- Revival (1998) VP
- Live at Maritime Hall: San Francisco (2000) 2B1
- Lion Treasure (2001) JDC/M10
- Give Them the Rights (2005) Young Tree
- Fisherman Style (2006) Blood and Fire
- Cock Mouth Kill Cock (2006) Explorer Music also issued as Feast (2006) Kingston Sounds
- Swinging Bridge (2006) Mediacom/Nocturne
- Back in the Black Ark (2009) Mediacom